# Puchar Świata w saneczkarstwie 2025/2026
Puchar Świata w saneczkarstwie 2025/2026 – 49. sezon Pucharu Świata w saneczkarstwie. Rywalizacja rozpocznie się 6 grudnia 2025 roku w Igls. Ostatnie zawody z tego cyklu zostaną rozegrane 8 marca 2026 roku na torze w niemieckim Altenbergu.
Rozegranych zostanie 48 konkursów: po 9 konkursów indywidualnych kobiet, mężczyzn oraz dwójek kobiet i mężczyzn, po 3 zawody jedynek mieszanych oraz dwójek mieszanych, a także 6 zawodów sztafet mieszanych.
Podczas sezonu 2025/2026 odbędą się dwie imprezy, na których rozdane zostały medale. Podczas zawodów Pucharu Świata w Oberhofie odbędą się jednocześnie mistrzostwa Europy. Natomiast główną imprezą tego sezonu będą Zimowe igrzyska olimpijskie w Cortina d'Ampezzo.

## Kalendarz Pucharu Świata
| Lp. | Data                     | Miejscowość                | Konkurencja                                                | 1. miejsce                                                 | 2. miejsce                                                 | 3. miejsce                                                 |
| --- | ------------------------ | -------------------------- | ---------------------------------------------------------- | ---------------------------------------------------------- | ---------------------------------------------------------- | ---------------------------------------------------------- |
| 1.  | 6-7 grudnia 2025         | Igls                       | Jedynki kobiet                                             |                                                            |                                                            |                                                            |
| 1.  | 6-7 grudnia 2025         | Igls                       | Jedynki mężczyzn                                           |                                                            |                                                            |                                                            |
| 1.  | 6-7 grudnia 2025         | Igls                       | Dwójki kobiet                                              |                                                            |                                                            |                                                            |
| 1.  | 6-7 grudnia 2025         | Igls                       | Dwójki mężczyzn                                            |                                                            |                                                            |                                                            |
| 1.  | 6-7 grudnia 2025         | Igls                       | Jedynki mieszane                                           |                                                            |                                                            |                                                            |
| 1.  | 6-7 grudnia 2025         | Igls                       | Dwójki mieszane                                            |                                                            |                                                            |                                                            |
| 2.  | 13–14 grudnia 2025       | Park City                  | Jedynki kobiet                                             |                                                            |                                                            |                                                            |
| 2.  | 13–14 grudnia 2025       | Park City                  | Jedynki mężczyzn                                           |                                                            |                                                            |                                                            |
| 2.  | 13–14 grudnia 2025       | Park City                  | Dwójki kobiet                                              |                                                            |                                                            |                                                            |
| 2.  | 13–14 grudnia 2025       | Park City                  | Dwójki mężczyzn                                            |                                                            |                                                            |                                                            |
| 2.  | 13–14 grudnia 2025       | Park City                  | Sztafeta mieszana                                          |                                                            |                                                            |                                                            |
| 3.  | 20–21 grudnia 2025       | Lake Placid                | Jedynki kobiet                                             |                                                            |                                                            |                                                            |
| 3.  | 20–21 grudnia 2025       | Lake Placid                | Jedynki mężczyzn                                           |                                                            |                                                            |                                                            |
| 3.  | 20–21 grudnia 2025       | Lake Placid                | Dwójki kobiet                                              |                                                            |                                                            |                                                            |
| 3.  | 20–21 grudnia 2025       | Lake Placid                | Dwójki mężczyzn                                            |                                                            |                                                            |                                                            |
| 3.  | 20–21 grudnia 2025       | Lake Placid                | Jedynki mieszane                                           |                                                            |                                                            |                                                            |
| 3.  | 20–21 grudnia 2025       | Lake Placid                | Dwójki mieszane                                            |                                                            |                                                            |                                                            |
| 4.  | 3–4 stycznia 2026        | Sigulda                    | Jedynki kobiet                                             |                                                            |                                                            |                                                            |
| 4.  | 3–4 stycznia 2026        | Sigulda                    | Jedynki mężczyzn                                           |                                                            |                                                            |                                                            |
| 4.  | 3–4 stycznia 2026        | Sigulda                    | Dwójki kobiet                                              |                                                            |                                                            |                                                            |
| 4.  | 3–4 stycznia 2026        | Sigulda                    | Dwójki mężczyzn                                            |                                                            |                                                            |                                                            |
| 4.  | 3–4 stycznia 2026        | Sigulda                    | Sztafeta mieszana                                          |                                                            |                                                            |                                                            |
| 5.  | 10–11 stycznia 2026      | Winterberg                 | Jedynki kobiet                                             |                                                            |                                                            |                                                            |
| 5.  | 10–11 stycznia 2026      | Winterberg                 | Jedynki mężczyzn                                           |                                                            |                                                            |                                                            |
| 5.  | 10–11 stycznia 2026      | Winterberg                 | Dwójki kobiet                                              |                                                            |                                                            |                                                            |
| 5.  | 10–11 stycznia 2026      | Winterberg                 | Dwójki mężczyzn                                            |                                                            |                                                            |                                                            |
| 5.  | 10–11 stycznia 2026      | Winterberg                 | Sztafeta mieszana                                          |                                                            |                                                            |                                                            |
| ME  | 17–18 stycznia 2026      | Oberhof                    | 57. Mistrzostwa Europy w Saneczkarstwie 2026               | 57. Mistrzostwa Europy w Saneczkarstwie 2026               | 57. Mistrzostwa Europy w Saneczkarstwie 2026               | 57. Mistrzostwa Europy w Saneczkarstwie 2026               |
| 6.  | 17–18 stycznia 2026      | Oberhof                    | Jedynki kobiet                                             |                                                            |                                                            |                                                            |
| 6.  | 17–18 stycznia 2026      | Oberhof                    | Jedynki mężczyzn                                           |                                                            |                                                            |                                                            |
| 6.  | 17–18 stycznia 2026      | Oberhof                    | Dwójki kobiet                                              |                                                            |                                                            |                                                            |
| 6.  | 17–18 stycznia 2026      | Oberhof                    | Dwójki mężczyzn                                            |                                                            |                                                            |                                                            |
| 6.  | 17–18 stycznia 2026      | Oberhof                    | Sztafeta mieszana                                          |                                                            |                                                            |                                                            |
| 7.  | 24-25 stycznia 2026      | Königssee                  | Jedynki kobiet                                             |                                                            |                                                            |                                                            |
| 7.  | 24-25 stycznia 2026      | Königssee                  | Jedynki mężczyzn                                           |                                                            |                                                            |                                                            |
| 7.  | 24-25 stycznia 2026      | Königssee                  | Dwójki kobiet                                              |                                                            |                                                            |                                                            |
| 7.  | 24-25 stycznia 2026      | Königssee                  | Dwójki mężczyzn                                            |                                                            |                                                            |                                                            |
| 7.  | 24-25 stycznia 2026      | Königssee                  | Jedynki mieszane                                           |                                                            |                                                            |                                                            |
| 7.  | 24-25 stycznia 2026      | Königssee                  | Dwójki mieszane                                            |                                                            |                                                            |                                                            |
| IO  | 6-22 lutego 2026         | Mediolan/Cortina d'Ampezzo | 25. Saneczkarstwo na Zimowych Igrzyskach Olimpijskich 2026 | 25. Saneczkarstwo na Zimowych Igrzyskach Olimpijskich 2026 | 25. Saneczkarstwo na Zimowych Igrzyskach Olimpijskich 2026 | 25. Saneczkarstwo na Zimowych Igrzyskach Olimpijskich 2026 |
| 8.  | 28 lutego - 1 marca 2026 | Sankt Moritz               | Jedynki kobiet                                             |                                                            |                                                            |                                                            |
| 8.  | 28 lutego - 1 marca 2026 | Sankt Moritz               | Jedynki mężczyzn                                           |                                                            |                                                            |                                                            |
| 8.  | 28 lutego - 1 marca 2026 | Sankt Moritz               | Dwójki kobiet                                              |                                                            |                                                            |                                                            |
| 8.  | 28 lutego - 1 marca 2026 | Sankt Moritz               | Dwójki mężczyzn                                            |                                                            |                                                            |                                                            |
| 8.  | 28 lutego - 1 marca 2026 | Sankt Moritz               | Sztafeta mieszana                                          |                                                            |                                                            |                                                            |
| 9.  | 7-8 marca 2026           | Altenberg                  | Jedynki kobiet                                             |                                                            |                                                            |                                                            |
| 9.  | 7-8 marca 2026           | Altenberg                  | Jedynki mężczyzn                                           |                                                            |                                                            |                                                            |
| 9.  | 7-8 marca 2026           | Altenberg                  | Dwójki kobiet                                              |                                                            |                                                            |                                                            |
| 9.  | 7-8 marca 2026           | Altenberg                  | Dwójki mężczyzn                                            |                                                            |                                                            |                                                            |
| 9.  | 7-8 marca 2026           | Altenberg                  | Sztafeta mieszana                                          |                                                            |                                                            |                                                            |